# Phytobia nigrita
Phytobia nigrita este o specie de muște din genul Phytobia, familia Agromyzidae. A fost descrisă pentru prima dată de Malloch în anul 1914. Conform Catalogue of Life specia Phytobia nigrita nu are subspecii cunoscute.